# Daan Hoole
Daan Hoole (Zuidland, 22 de febrero de 1999) es un deportista neerlandés que compite en ciclismo en la modalidad de ruta. Ganó una medalla de bronce en el Campeonato Europeo de Ciclismo en Ruta de 2021, en la prueba de contrarreloj sub-23.

## Medallero internacional
| Campeonato Europeo | Campeonato Europeo | Campeonato Europeo | Campeonato Europeo  |
| Año                | Lugar              | Medalla            | Competición         |
| ------------------ | ------------------ | ------------------ | ------------------- |
| 2021               | Trento (Italia)    | Medalla de bronce  | Contrarreloj sub-23 |

## Palmarés
2021
- Coppa della Pace
- 3.º en el Campeonato Europeo Contrarreloj sub-23

2022
- 3.º en el Campeonato de los Países Bajos Contrarreloj
- 2.º en el Campeonato de los Países Bajos en Ruta

2023
- 2.º en el Campeonato de los Países Bajos Contrarreloj

2024
- Campeonato de los Países Bajos Contrarreloj

2025
- 1 etapa del Giro de Italia
- Campeonato de los Países Bajos Contrarreloj

## Resultados en Grandes Vueltas y Campeonatos del Mundo
| Carrera              | Carrera              | 2018 | 2019 | 2020 | 2021 | 2022 | 2023  | 2024  | 2025  |
| -------------------- | -------------------- | ---- | ---- | ---- | ---- | ---- | ----- | ----- | ----- |
|                      | Giro de Italia       | —    | —    | —    | —    | ―    | 109.º | 132.º | 119.º |
|                      | Tour de Francia      | —    | —    | —    | —    | —    | ―     | —     | —     |
|                      | Vuelta a España      | —    | —    | ―    | ―    | Ab.  | —     | —     | —     |
| Mundial en Ruta      | Mundial en Ruta      | —    | —    | —    | —    | 99.º | Ab.   | Ab.   | —     |
| Mundial Contrarreloj | Mundial Contrarreloj | —    | —    | —    | —    | 23.º | 34.º  | 17.º  | —     |

| —: No participó | Ab: Abandono |